# Brazzeină

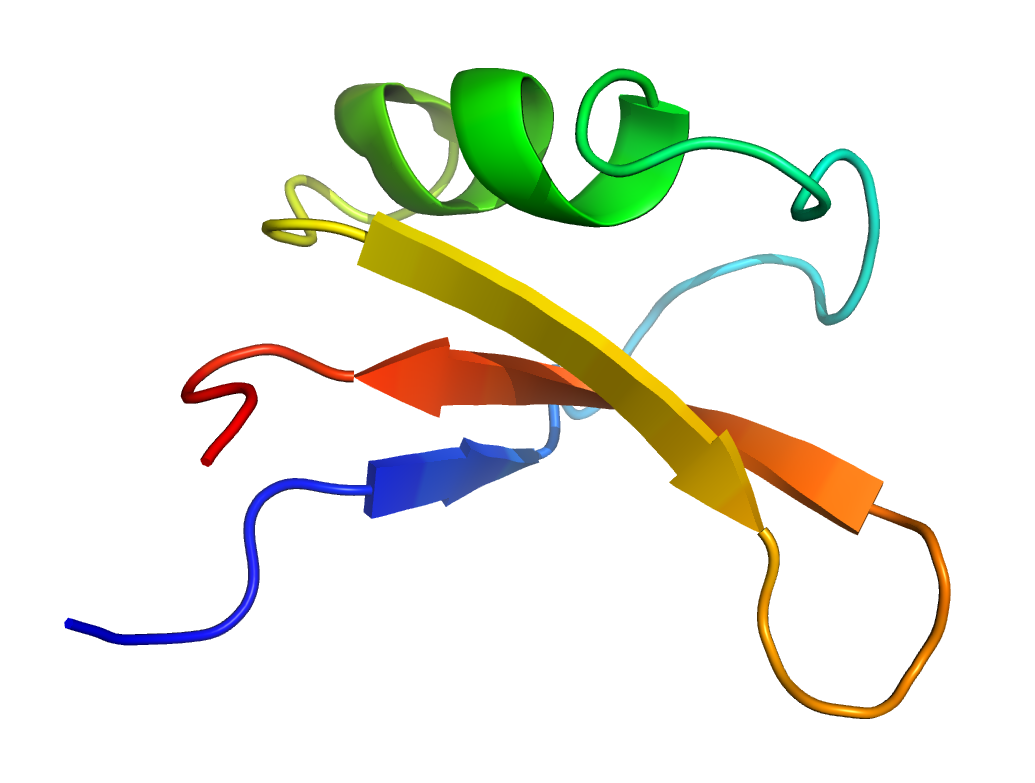
Structura brazzeinei

Brazzeina este o proteină extrem de dulce care are ca sursă specia endemică din Africa de Vest Pentadiplandra brazzeana (Baillon). A fost izolată pentru prima dată în anul 1994.
În termeni de masă, brazzeina este de 500-2000 de ori mai dulce decât zaharoza (comparativ cu soluții de 10% și 2% de zaharoză).